# Killer poke
Killer poke – żargonowe określenie możliwości uszkodzenia sprzętu za pomocą odpowiedniego oprogramowania. Możliwość taka występuje na przykład w późnych wersjach komputera Commodore PET, gdzie za pomocą komendy POKE 59458,62 BASICa można uszkodzić monitor i płytę główną.